# 呂斌
呂斌（Lü Bin，1994年10月18日—）是一名中國拳擊運動員，曾獲得2013年亞洲拳擊錦標賽次蠅量級銅牌。他曾參加2016年里約奧運，最終在第一輪被淘汰。